# North Beach Haven
North Beach Haven – jednostka osadnicza w Stanach Zjednoczonych, w stanie New Jersey, w hrabstwie Ocean, nad Oceanem Atlantyckim.